# باراناویچی
براناویچی (لهستانی: Baranavichy؛ ‎i‎/bəˈrɑːnəvɪtʃiː/‎؛ بلاروسی: Бара́навічы؛ [baˈranavʲitʂɨ]) یک شهر در بلاروس است که در منطقه بریست واقع شده‌است.
براناویچی ۵۳٫۶۴ کیلومتر مربع مساحت و ۱۷۰٬۲۸۶ نفر جمعیت دارد و ۱۹۳ متر بالاتر از سطح دریا واقع شده‌است.

## خواهرخوانده
شهرهای یلگاوا، هینولا، بیاوا پودلاسکا، کینشما، نوولینسک، استوکرائو، Zhodzina، کارلووو، گدنیا، شولی، چاچاک، ییسم، چیبی سیتی، فرارا، Yeysky District، کالینینگراد، کنیالتی، Mytishchinsky District، میتیشچی، بخش ناککا، ناککا، پولتاوا، Solntsevo District, Sulęcin، شهرستان سولنچین، استان توا تین–هوئه، تیرسو، سوئد و Vasileostrovsky District خواهرخوانده‌های براناویچی هستند.